# Saison 1 de Jack Ryan
Chronologie
Saison 2
Cet article présente le guide des épisodes de la première saison de la série télévisée américaine Jack Ryan.

## Synopsis
Jack Ryan, ancien marine ayant quitté l'armée pour des problèmes de dos, est analyste financier à la CIA. Il enquête sur des transactions inhabituelles dans les milieux du terrorisme, et découvre qu'un nouvel acteur terroriste, nommé Suleiman, a récolté 9 millions de dollars, ce qui lui permettra de réaliser un attentat sans précédent sur le sol américain; mais son supérieur, James Greer, est difficilement convaincu. Du moins, jusqu'à ce que quelqu'un tente effectivement de récolter cette somme; dès lors, Ryan et Greer traquent Suleiman à travers le globe en passant par le Moyen-Orient et l'Europe, jusqu'aux États-Unis.

## Distribution[1]

### Acteurs principaux
- John Krasinski (VF : Stéphane Pouplard) : Jack Ryan
- Abbie Cornish (VF : Noémie Orphelin) : Cathy Mueller
- Wendell Pierce (VF : Thierry Desroses) : James Greer
- Ali Suliman : Mousa Bin Suleiman
- Dina Shihabi (VF : Jessica Jaouiche) : Hanin Ali
- John Hoogenakker (VF : Loic Guingand) : Matice

## Épisodes

### Épisode 1:Pilote
- États-Unis : 31 août 2018 sur Amazon Prime Video
- France : 30 août 2018 sur Amazon Prime Video

### Épisode 2:French Connection
- États-Unis : 31 août 2018 sur Amazon Prime Video
- France : 30 août 2018 sur Amazon Prime Video

### Épisode 3:Noir
- États-Unis : 31 août 2018 sur Amazon Prime Video
- France : 30 août 2018 sur Amazon Prime Video

### Épisode 4:Le loup
- États-Unis : 31 août 2018 sur Amazon Prime Video
- France : 30 août 2018 sur Amazon Prime Video

### Épisode 5:Au bout de l'honneur
- États-Unis : 31 août 2018 sur Amazon Prime Video
- France : 30 août 2018 sur Amazon Prime Video

### Épisode 6:Sources et méthodes
- États-Unis : 31 août 2018 sur Amazon Prime Video
- France : 30 août 2018 sur Amazon Prime Video

### Épisode 7:Les fils
- États-Unis : 31 août 2018 sur Amazon Prime Video
- France : 30 août 2018 sur Amazon Prime Video

### Épisode 8:Inch'Allah
- États-Unis : 31 août 2018 sur Amazon Prime Video
- France : 30 août 2018 sur Amazon Prime Video